# Sami Michael
Sami Michael sau Sami Mikhael (în ebraică סמי מיכאל, numele la naștere:Kamal Salah Menashe; n. 15 august 1926, Bagdad, Mesopotamia sub mandat britanic⁠(d) – d. 1 aprilie 2024, Haifa, Israel) a fost un scriitor israelian de limba ebraică, evreu originar din Irak. A îndeplinit un timp funcția de președinte al Asociației israeliene pentru drepturile omului. A fost laureat al Premiului EMET (2007).

## Biografie

### Copilăria și tinerețea în Irak
Sami Michael s-a născut în anul 1926 la Bagdad sub numele de Kamal Salah Mansur (Menashe), într-o familie de evrei irakieni (babilonieni). Data de naștere veridică în mijlocul lunii august 1926 nu era cunoscută, și scriitorul însuși a stabilit-o în tinerețe pe 15 august. Studiile liceale le-a făcut în rețeaua de învățământ "Shemesh" a obștii evreiești din Bagdad,  în 1945 obținând certificatul irakian de bacalaureat. În anii celui de-al Doilea Război Mondial, ca elev de liceu, Kamal Salah a fost activ in mișcarea comunistă ilegală care se opunea regimului și sistemului social.Apoi, el a studiat vreme de un an la Universitatea americană din Bagdad, filială a Universității americane din Beirut. și a lucrat ca ziarist și reporter pentru ziare locale. 
În 1948 autoritățile au emis împotriva sa un mandat de arestare. Cu ajutorul unui contrabandist, angajat de tatăl său, a izbutit să fugă în Iran sub un nume schimbat.

### Anii în Israel
În Iran el a stat vreme de un an și a aderat la partidul comunist Tudeh. În 1949, temându-se că Iranul îl va extrăda Irakului, Michael a emigrat în Israel. Despre aceasta a scris într-o povestire a sa „Prima zi in Israel a fost la Haifa”, în care a descris cum s-a îndrăgostit de Haifa, încă de la prima vedere a orașului din avion. Dar la început Michael a locuit la Jaffa. Pentru început a trimis două articole în limba arabă la ziarul „Al Ittihad”, organul în arabă al Partidului Comunist din Israel, care apărea la Haifa. Scriitorul palestinian Emile Habibi, care lucra la acest ziar, l-a apreciat și l-a invitat să colaboreze la „Al Ittihad” și să se mute la Haifa. Sami Michael s-a stabilit in cartierul Wadi Nisnas din Haifa și a redactat în vremea aceea o rubrică permanentă sub pseudonimul arab Samir Mared. În 1955, dezamăgit de comunism în urma dezvăluirii crimelor staliniste, inclusiv celor împotriva evreilor (așa cum apar în dezvăluirile din raportul lui Nikita Hrușciov la Congresul al XX-lea a Partidului Comunist al Uniunii Sovietice), Sami Michael a părăsit partidul comunist.
În anul 1974 el a publicat primul său roman în limba ebraică Shavim veshavim yoter (Egali și «mai egali») dedicat vieții dificile a noilor emigranți în taberele de tranzit numite „maabarot”.
Scrierile sale se află adesea sub impresia amintirilor sale din copilărie și adolescență din Irak.
Michael a refuzat sa accepte carnetul roșu al Partidului Mapai (Partidul muncitorilor din Eretz Israel, care domina in anii 1950-1960 viața politică din Israel), care în acea vreme, deschidea multe perspective , și a căutat locuri de muncă in care se putea dispensa de această apartenență politică. El a studiat hidrologia, arabologia si lingvistică la Universitatea din Haifa. In cele din   urmă, a găsit un post de hidrolog la compania de apă „Mekorot” si apoi, la Serviciul hidrologic al Ministerului Agriculturii, unde a lucrat zeci de ani. Greutățile de a obține un loc de muncă i-au inspirat cartea semi-autobiografică Maiym noshkim lemaiym (2001)
Romanul Hatzotzrá bawadi (Trompetă pe Wadi) din anul 1987 a fost prelucrat pentru teatru într-o piesă de succes, iar apoi într-un film de cinema.

### Viața privată
Sami Michael a fost fratele Nadiei Cohen, văduva lui Eli Cohen, vestitul spion israelian care a acționat în Siria în anii 1960 și a fost spânzurat la Damasc în anul 1965.
El a fost căsătorit mulți ani cu Malka Michael, care a fost profesoară și, între altele, directoarea școlii Romema din Haifa. Cu ea a avut doi copii: Diklá, profesoară, și Amir, profesor și director al școlii medii Misgav din Haifa. A doua soție a scriitorului a fost Rahel Yona, ziaristă, care a lucrat la ziarele Davar și Hapatish, precum și la Radiodifuziunea Israeliană.
Scriitorul a avut convingeri ateiste.

## Premii și onoruri
- 1976 - Premiul Zeev
- 1978 - Premiul Kugel pentru literatură din partea orașului Holon
- 1981 - Premiul primului ministru pentru scriitori ebraici
- 1981 - Premiul orașului Petah Tikva pentru beletristică
- 1992 - Medalia Hans Christian Andersen pentru literatură pentru copii și tineret - pentru cartea Sufá beyn haděkalim (Viscol printre palmieri)
- 1995 doctor honoris causa al Universității ebraice din Ierusalim
- 2000 doctor honoris causa al Universității Neghevului din Beer Sheva
- 2001 - ales președinte al Asociației israeliene pentru drepturile omului
- 2002 - doctor honoris causa al Universității din Tel Aviv
- 2007 Premiul israelian EMET pentru artă, stiință și cultură
- 2008  Premiul Brenner
- 2008 - membru de onoare al Academiei limbii arabe din Israel
- 2009  Doctor honoris causa al Universității din Haifa - pentru întreaga sa activitate literară, care reflectă fațete diverse ale societății israeliene prin prizma respectului pentru om și libertatea lui
- 2018 Premiul Agnon

## Scrieri

### Romane
- Shavim veshavim yoter (1974) - Egali și ... mai egali despre viața imigranților în maabarot
- Sufá beyn hadkalim -   Viscol printre palmieri - descrie aventuri ale unor copii în Bagdad
- Hasut  (1977) - Azil - o pereche de evrei comunisti dau adapost unui
- Hofen shel arafel  - Un pumn de ceață (1979)
- Pahonim vehalomot -  Bidoane și visuri  (1979)
- Hatzotzrá bawádi - Trompetă în wadi (1987) - despre dragostea dintre o tânără arăboaică si un imigrant evreu din U.R.S.S., se petrece la Haifa,
- Ahavá beyn hadekalim  - Dragoste printre palmieri (1990)
- Victoria (1993)  - se petrece la Bagdad
- Shedim humim  - Diavoli bruni   (1993)
- Hakanaf hashlishit - A treia aripă (2000)
- Maiym noshkim lemayim  (2001)  Apa trage la apă - roman semi-autobiografic
- Yonim beTrafalgar  - Porumbei pe Trafalgar (2005), carte electronică - imaginat ca o continuare a romanului scriitorului palestinian Ghassan Khanafani
- Aida (2008) -  se petrece în Bagdadul de la sfârșitul secolului al XX-lea, având ca personaj "ultimul evreu din Irak", prezentatorul de emisiuni documentare Zaki Dali
- Meof Habarburim  - Zborul lebedelor  (2011)
- Yahalom min hayeshimon   - Un diamant din pustiu,  , (2015)

### Cărți pentru copii
- Otiot hokhot layam - Literele se duc la mare - 2009 - ilustrată de Shahar Kober
- Tzartzeron shar gam bahoref (Greierașul cântă și iarna) - 2012 - ilustrat de Liora Grossman
- Tipa vetiponet  (Un pic și un picuț) ilustrat de Liora Grossman - 2014

### Traduceri în ebraică
- Trilogia „Casă la Cairo” de Naghib Mahfuz  (1981-1987)